# Эбоселе, Фести
Фести Осеиве Эбоселе (англ. Festy Oseiwe Ebosele; родился 2 августа 2002, Эннискорти) — ирландский футболист, краний защитник итальянского клуба «Удинезе» и сборной Ирландии.

## Клубная карьера
Эбоселе родился в Эннискорти (графство Уэксфорд, Ирландия) в семье выходцев из Нигерии. Выступал за молодёжные команды «Мойн Рейнджерс» и «Брей Уондерерс». В 2018 году стал игроком академии английского клуба «Дерби Каунти». 9 января 2021 года дебютировал за «баранов» в матче Кубка Англии против «Чорли». 10 апреля 2021 года дебютировал в Чемпионшипе, выйдя на замену в матче против «Норвич Сити».
В марте 2022 года было объявлено, что летом Эбоселе перейдёт в итальянский клуб «Удинезе» и подпишет с клубом пятилетний контракт. 13 августа 2022 года дебютировал за «Удинезе» в матче итальянской Серии A против «Милана».

## Карьера в сборной
Выступал за сборные Ирландии до 16, до 17, до 19 лет и до 21 года. 25 мая 2022 года он получил первый вызов во взрослую сборную Ирландии на матчи Лиги наций УЕФА против Армении, Украины и Шотландии. 7 сентября 2023 года дебютировал за сборную Ирландии в матче против сборной Франции.